# Список метрополитенов по годовому пассажиропотоку

## 20 наиболее загруженных по годовому пассажиропотоку метросистем мира
1. Шанхайский метрополитен 3773 млн (2024)[1], 3401 млн (2016)[2] — 1-й в Азии, 1-й в Китае
2. Пекинский метрополитен 3619 млн (2024)[1], 3848 млн (2018)[3] — 3-й в Азии
3. Метрополитен Гуанчжоу 3173 млн (2024 не учитывая Фошаньский метрополитен)[1], 2568 млн (2016)[4] (включая Фошаньский метрополитен) — 4-й в Азии, 3-й в Китае
4. Шэньчжэньский метрополитен 3102 (2024)[1],  1297 млн (2016)[5]
5. Токийский метрополитен ≈3000 млн (2022)[6][7] 3616 млн (2016)[8][9] — 2-й в Азии
6. Московский метрополитен 2253 млн (2024 год[10], не учитывая 123 млн — МЦК[10], >400 млн — МЦД[11], 1 млн — монорельс; всего  2777 млн). 2169 млн[12] (2023 год, не учитывая 156 млн — МЦК[13], 360 млн — МЦД[14]; всего 2685 млн).  2560,7 млн (2018)[15] — 1-й в Европе, 1-й в России, 1-й вне Азии.
7. Нью-Йоркский метрополитен 2040 млн (2024)[16], 2027 (2023)[17] 1793 млн (2022)[18] 1757 млн (2016)[19] — 1-й в Северной Америке
8. Сеульский метрополитен 1584 млн (2023 год — только линии 1-9)[20] 2403 млн (2022 год — весь рельсовый транспорт мегаполиса)[21] 2856 млн (2016)[22] — 6-й в Азии
9. Метрополитен Чэнду 2208 млн (2024)[1],
10. Метрополитен Дели 1688 млн (03.2022-03.2023)[23] 1007,9 млн (2016/2017)[24]
11. Гонконгский метрополитен 1586 млн (2023 - только метро и только внутри города)[25], 1334 млн (2022)[26] 1586 млн (2016)[27]
12. Метрополитен Ханчжоу 1469 млн (2024)[1]
13. Уханьский метрополитен 1467млн (2024)[1],  712 млн (2016)[28]
14. Чунцинский метрополитен 1445 млн (2024)[1],  ~310 млн (2012)[29]
15. Сианьский метрополитен 1381 млн (2024)[1]
16. Парижский метрополитен 1339 млн (2022 - только Metro)[30] 1519 млн (2016)[31] — 2-й в Европе (без учёта линий RER)
17. Каирский метрополитен ≈1280 млн (2022)[32] 1314 млн (2014)[33] — 1-й в Африке
18. Сингапурский метрополитен 1245 млн (2024 без LRT)[34], 1183 млн (2023 без LRT)[35] 1205 млн (2016)[36]
19. Лондонский метрополитен 1150 млн (≈2023)[37] 1384 млн (2018/2019)[38] — 3-й в Европе (без учёта лёгкого метро)
20. Метрополитен Сан-Паулу 1104 млн (2022, только линии 1,2,3,4,5,15)[39] 1307,8 млн (2016)[40] — 1-й в Южной Америке, 1-й в Латинской Америке

## Список остальных метросистем по годовому пассажиропотоку
- Нанкинский метрополитен 1092 млн (2024)[1], 832 млн (2016)[41]
- Метрополитен Мехико 1057 млн (2022)[42] 1647 млн (2018)[43] — 2-й в Северной Америке, 2-й в Латинской Америке
- Метрополитен Чанши 1026  млн (2024)[1],
- Осакский метрополитен 808 млн (2022)[44] 870,4 млн (2016)[45] — 2-й в Японии
- Тайбэйский метрополитен ~703 млн (2023)[46] 740 млн (2016)[47]
- Чжэнчжоуский метрополитен 697 млн (2024)[1],
- Мадридский метрополитен 662 млн (2023)[48] 557,9 млн (2013)[49]
- Шэньянский метрополитен 658 млн (2024)[1],  195,5 млн (2012)[50]
- Петербургский метрополитен 648 млн (2022)[51] 762,46 млн (2019)[52] — 2-й в России
- Тяньцзиньский метрополитен 640 млн (2024)[1],
- Стамбульский метрополитен 612 млн (2023 без трамвая, фуникулеров и канатных дорог. С ними 831 млн)[53] 232,2 млн (2013)[54]
- Метрополитен Сучжоу 603 млн (2024)[1],
- Тегеранский метрополитен ~547 млн (2023)[55] 717 млн (2014/2015)[56]
- Метрополитен Сантьяго 544 млн (2022)[57] 666,9 млн (2013)[58] — 2-й в Южной Америке
- Метрополитен Бангкока 540 млн (2024 учитывая BTS, MRT, ARL, RL, YL и PL)[59], 452 млн (2023 учитывая BTS, MRT, ARL, RL, но без YL и PL)[60] ~370 млн  (2018 )[61][62] (только BTS Core Network и MRT)
- Метрополитен Циндао 530 млн (2024)[1],
- Хэфэйский метрополитен 524 млн (2024)[1],
- Берлинский метрополитен 492 млн (2022 только U-Bahn)[63] 553,1 млн (2017)[64]
- Барселонский метрополитен 440 млн (2023)[65] 411,95 млн (2019)[66]
- Наньчанский метрополитен 438 млн (2024)[1],
- Метрополитен Нинбо 388 млн (2024)[1],
- Метрополитен Нагои ~380 млн (~2021-2022)[67] 443,4 млн (2012)[68]
- Наньнинский метрополитен 365 млн (2024)[1],
- Харбинский метрополитен 361 млн (2024)[1],
- Мюнхенский метрополитен 353 млн (2022 только U-Bahn)[69] 384 млн (2013)[70]
- Венский метрополитен 348 млн (2022)[71] 428,8 млн (2013)[72]
- Пражский метрополитен 338 млн (2022)[73] 583,9 млн (2013)[74]
- Стокгольмский метрополитен 332 млн  (2022 только Tunnelbana)[75] 328 млн (2013)[76]
- Пусанский метрополитен 327 млн (2023: 303 метро[20], 16LRT[20], 8 Donghae line[77]), 320,4 млн (2012)[78]
- Куньминский метрополитен 307 млн (2024)[1],
- Фучжоуский метрополитен 305 млн (2024)[1],
- Будапештский метрополитен 278 млн (2022)[79] 302,4 млн (2011)[80]
- Миланский метрополитен >272 млн (2023)[81] 369,0 млн (2018)[82]
- Чанчуньский метрополитен 271 млн (2024)[1],
- Ташкентский метрополитен >270 млн (2024)[83]
- Метрополитен Уси  228 млн (2024)[1]
- Метрополитен Даляня 266 млн (2024)[1]
- Манильский метрополитен и МРТ Манилы[англ.] ~256 млн (2023: 49-LRT2[84], 129-MRT3[85], 2022: 78-LRT1[86]) 405,3 млн (2012)[87]
- Гуйянский метрополитен 255 млн (2024)[1]
- Монреальский метрополитен 245 млн (2022)[18] 356,1 млн (2013)[88] — 3-й в Северной Америке
- Метрополитен Буэнос-Айреса 236 млн(2023)[89] 252,3 млн (2013)[90]
- Кёльнский метротрам 236 млн (2022 - Stadtbahn и Bus вместе)[91] 209,8 млн (2013)[92]
- Метрополитен Торонто 235 млн (2022 без LRT)[18] 216,74 млн (2018)[93]
- Минский метрополитен 234 млн (2023)[94] 293,7 млн (2019)[95]
- Киевский метрополитен 232 млн (2023)[96] 498,1 млн (2018)[97]
- Бакинский метрополитен 229 млн (2024)[98] 219 млн (2023)[99] 206,6 млн (2013)[100]
- Афинский метрополитен 223 млн (2023 включая трамвай)[101] 493,8 млн (2013)[102]
- Метрополитен Каракас ~220 млн (2023)[103] ~490 млн (2012)[104]
- Иокогамский метрополитен ~220 млн (~2022 год (4-й год Рейва)[105] );198 млн (2008)[106]
- Сямыньский метрополитен 267  млн (2024)[1]
- Лионский метрополитен 208 млн (2023 без трамвая) 270,1 млн (2013)[107]
- Метрополитен Саппоро ~201 млн (~2022 год (4-й год Рейва)[108] ); 210 млн (2008)[109]
- Шицзячжуанский метрополитен 198 млн (2024)[1]
- Гамбургский метрополитен 195 млн (2022, только U-Bahn)[110]; 218 млн (2013)[111]
- Метрополитен Рио-де-Жанейро 189 млн (2023)[112][113] 401,5 млн (2012)[114]
- Калькуттский метрополитен >187 млн (2023 только линии 1 и 2 без линии 3)[115][116] 118 млн (2022)[117] 237,3 млн (2012)[118]
- Фошаньский метрополитен 180 млн (2024)[1]
- Дюссельдорфский метротрам 173,3 млн (2022[119] — весь Rheinbahn, включая автобусы)  216,2 млн (2013 — весь Rheinbahn, включая автобусы)[120]
- Вашингтонский метрополитен 166 млн (2024)[16], 136 (2023)[17], 93 млн (2022)[18] 209 млн (2013)[121]
- Харьковский метрополитен 158 млн (2021)[122], 231,1 млн (2013)[123] — 2-е метро Украины
- Метротрам Штутгарта[англ.] 149 млн (2022 - Stadtbahn и Bus вместе)[124] 172,3 млн (2013)[125]
- Монтеррейский метрополитен 143 млн (2022)[126] 170,6 млн (2013)[127]
- Римский метрополитен 143 млн (2022)[128] 273,8 млн (2013)[129]
- Ланьчжоуский метрополитен 140 млн (2024)[1]
- Бухарестский метрополитен  130 млн (2022)[130] 172,6 млн (2012)[131]
- Чикагский метрополитен 127 (2024)[16], 117,4 (2023)[17], 103 млн (2022)[18] 229,1 млн (2013)[132]
- Цзинаньский метрополитен 116 млн (2024)[1]
- Метрополитен Бостона 114 млн (2024)[16], 120 (2023)[17], 111 млн (2022)[18] 238,9 млн (2013)[88] (включая лёгкое метро)
- Нюрнбергский метрополитен 111 млн (2023)[133]
- Метрополитен Сюйчжоу 109 млн (2024)[1]
- Новосибирский метрополитен 84,5 млн (2023)[134]
- Метрополитен Сан-Франциско 78 млн (2024 BART и Muni)[16], 59 млн (2022 BART и Muni)[18] 176,7 млн (2013)[88] (включая метротрам)
- Метрополитен Хух-Хото 77  млн (2024)[1]
- Чанчжоуский метрополитен 72 млн (2024)[1]
- Лоянский метрополитен 70 млн (2024)[1]
- Куньшаньский метрополитен 55  млн (2024)[1]  (ранее входил в состав шанхайского)
- Дунгуаньский метрополитен 49  млн (2024)[1]
- Тайюаньский метрополитен 48 2024  млн (2024)[1]
- Наньтунский метрополитен 42  млн (2024)[1]
- Шаосинский метрополитен 44  млн (2024)[1]
- Метрополитен Урумчи 43 млн (2024)[1]
- Метрополитен Уху 37  млн (2024)[1]
- Екатеринбургский метрополитен 38 млн (2022)[135]
- Казанский метрополитен 35 млн (2023)[136]
- Нижегородский метрополитен 29 млн (2022)[135]; 27 млн (2021)[137]
- Алма-Атинский метрополитен >27 млн (2024)[138]
- Сяньянский метрополитен 23  млн (2024)[1]
- Вэньчжоуский метрополитен 20 млн (2024)[1]
- Хайнинский метрополитен 13,6 млн (2024)[1]
- Самарский метрополитен 12 млн (2023)[139]
- Хуайаньский метрополитен 8,4  млн (2024)[1]
- Цзюйжунский метрополитен 7,3  млн (2024)[1]
- Метрополитен Хуанши 4,7 млн (2024)[1]
- Днепровский метрополитен 3,5 млн (2020)[140] 6,9 млн (2019)[141]
- Цзясинский метрополитен 3,2 млн (2024)[1]
- Трамвай Саньи 1,6 млн (2024)[1]
- Тяньшуйский метрополитен 1 млн (2024)[1]
- Метрополитен Хунхэ 1 млн (2024)[1]
- Вэньшаньский метрополитен 0,5 млн (2024)[1]